# Circolo Nautico Posillipo 1979
Questa voce raccoglie le informazioni riguardanti il Circolo Nautico Posillipo nelle competizioni ufficiali della stagione 1979.

## Sponsor
Lo sponsor stagionale è Spray Pan.

## Stagione
Nella stagione 1979 il Posillipo vince il girone Sud del campionato di Serie B ed è promosso in Serie A.

## Rosa
| N° |                   | Ruolo | Giocatore         |
| -- | ----------------- | ----- | ----------------- |
|    | Italia (bandiera) |       | Massimo Santoro   |
|    | Italia (bandiera) |       | Giancarlo Siravo  |
|    | Italia (bandiera) |       | Sergio Pirone     |
|    | Italia (bandiera) |       | Mauro Strassera   |
|    | Italia (bandiera) |       | Mario Fiorillo    |
|    | Italia (bandiera) |       | Marco Postiglione |

| N° |                   | Ruolo | Giocatore           |
| -- | ----------------- | ----- | ------------------- |
|    | Italia (bandiera) |       | Stefano Postiglione |
|    | Italia (bandiera) |       | Gennaro Fiorillo    |
|    | Italia (bandiera) |       | Maurizio Marassi    |
|    | Italia (bandiera) |       | Vittorio Marsili    |
|    | Italia (bandiera) |       | Paolo Vigo          |
|    | Italia (bandiera) |       | Claudio Palumbo     |